# Фленваль
Фленва́ль (фр. Flainval) — коммуна во французском департаменте Мёрт и Мозель, региона Лотарингия. Относится к кантону Люневиль-Нор.

## География
Фленваль расположен в 18 км к юго-востоку от Нанси. Соседние коммуны: Кревик на севере, Мекс на северо-востоке, Дёвиль на востоке, Антелю и Витримон на юго-востоке, Юдивиллер на юге, Домбаль-сюр-Мёрт на западе, Соммервиллер на северо-западе.

## Демография
Население коммуны на 2010 год составляло 208 человек.
| Численность населения | Численность населения | Численность населения | Численность населения | Численность населения | Численность населения | Численность населения |
| 1962                  | 1968                  | 1975                  | 1982                  | 1990                  | 1999                  | 2010                  |
| --------------------- | --------------------- | --------------------- | --------------------- | --------------------- | --------------------- | --------------------- |
| 55                    | ↗90                   | ↗112                  | ↗124                  | ↗133                  | ↗160                  | ↗208                  |